# Die Verbannten Kinder Evas (banda)
Die Verbannten Kinder Evas es un proyecto musical austríaco. Creadores de bases y atmósferas oscuras, con reminiscencias de una tierra lejana en el olvido, y notas de Neoclásico. Proyecto fundado en 1993 por Richard Lederer y Michael Gregor; con Sello Napalm Records. 

## Biografía
La banda originalmente estaba formada por Protector y Silenius, miembros de la banda de black metal Summoning . Michael Gregor luego dejó la banda para concentrarse en Summoning. La música es lenta y melancólica, con claras voces femeninas y masculinas, y con letras inspiradas en John Dowland y Percy Bysshe Shelley. En 2006, la banda lanzó su cuarto álbum, Dusk and Void Became Alive, con una nueva cantante principal, Christina Kroustali. "Die Verbannten Kinder Evas" significa "Los hijos desterrados de Eva", del himno Salve Regina.

## Discografía
- 1995: Die Verbannten Kinder Evas
- 1997: Ven a dormir pesado
- 1999: En la oscuridad, déjame morar
- 2006: El anochecer y el vacío cobraron vida

## Alineación
Formación actual
- Richard Lederer - sintetizador y voz
- Christina Kroustali (Lady of Carnage) - voz

Integrantes anteriores
- Michael Gregor - sintetizador y voz
- Julia Lederer - voz
- Tania Borsky - voz